# Bernard Papánek
Bernard Papánek (17. ledna 1920 Vídeň, Rakousko – 21. ledna 2021 Skalica, Slovensko) byl československý voják židovského původu, veterán druhé světové války, který bojoval u Tobrúku a Dunkerque. 50 let žil v Izraeli pod jménem Bernard Palgi, na sklonku života se vrátil na Slovensko.

## Život

### Mládí
Narodil se ve Vídni do slovensko-moravské rodiny, po otci měl židovský původ, rodina ale dodržovala židovské tradice jen částečně. V raném dětství vyrůstal ve Vracově, do školy chodil opět ve Vídni a absolvoval tam i obchodní akademii. Po anšlusu se přestěhoval k příbuzným do Brna, odkud byl však četníky vykázán na Slovensko (v rámci českého odplácení Slovákům za jejich vysídlování českých židů do českých zemí). Tam ale nedorazil a tajně se vrátil do Brna, kde se s pomocí příbuzných dostal do transportu židovských uprchlíků do Palestiny.

### Druhá světová válka
V Palestině vstoupil do československé armády. Po výcviku poblíž města Haifa se s jednotkou přesunul k Tobruku. Kde se zúčastnil bojů u protiletadlové obrany. V červenci 1943 se Papánkova jednotka přesunula do Egypta a následně do Anglie, kde prodělal další výcvik. V roce 1944 byl s československou samostatnou obrněnou brigádou, u které působil jako minometčík, převelen do Francie. Tam se zúčastnil bojů o Dunkerque. Dne 19. prosince 1944 byl těžce poraněn střepinami. V kanadské vojenské nemocnici prodělal operaci a po několika týdnech se vrátil do Anglie, kde setrval do konce války.

### Po druhé světové válce
Po válce v Československu jako částečný invalida vyučoval cizí jazyky. Po roce 1948 byl donucen vykonávat pouze pomocné práce a později byl navíc sledován Státní bezpečností. V roce 1964 emigroval i s manželkou do Izraele, kde přijal jméno Benjamin Palgi. V Izraeli pracoval u letecké společnosti.
Od roku 2014 se vrátil dožít na Slovenskou k nevlastní dceři . Zemřel pár dní po 101. narozeninách, ve Skalici dne 21. ledna 2021 na komplikace spojené s covidem-19.